# زيرو تايم ديليما
زيرو تايم ديليما (بالإنجليزية: Zero Time Dilemma)‏ (باليابانية: ZERO ESCAPE 刻のジレンマ) ، هي لعبة فيديو من نوع مغامرات وجريمة، صدرت في السوق الدولية في شهر يونيو سنة 2016م، وتعمل لنظام نينتندو 3 دي إس وبلاي ستيشن فيتا، وايضا علي منصة البلاي ستيشن4